# Alfredo Le Pera
Alfredo Le Pera (San Paolo, 7 giugno 1900 – Medellín, 24 giugno 1935) è stato un compositore, sceneggiatore e giornalista argentino, considerato il "poeta di Carlos Gardel".
Alfredo Le Pera nacque a San Paolo figlio degli emigrati calabresi Alfonso Le Pera e Maria Sorrentino. Alfredo e famiglia si trasferirono all'Argentina poco dopo la sua nascita.
Le Pera scrisse le sceneggiature per una serie di film, tra cui Melodía de Arrabal (1933), Cuesta abajo (1934), El Tango en Broadway (1934), El día que me quieras (1935) e Tango Bar (1935), e scrisse anche i testi per i tanghi composti ed eseguiti da Gardel in questi film. Questi tanghi sarebbero diventati classici del genere in tutto il mondo di lingua spagnola.